# Histoire des consoles de jeux vidéo
 (avril 2014).
Si vous disposez d'ouvrages ou d'articles de référence ou si vous connaissez des sites web de qualité traitant du thème abordé ici, merci de compléter l'article en donnant les références utiles à sa vérifiabilité et en les liant à la section « Notes et références ».
L'histoire des consoles de jeux vidéo commence avec la mise sur le marché de l'Odyssey, mais c'est avec le succès de la console Atari Pong en 1975 que les enjeux économiques ont suscité l'émergence d'une branche d'activité spécifique.
Depuis lors, la technologie mise en œuvre pour leur fabrication est en constante progression et l'offre s'est diversifiée pour répondre à la demande de joueurs de plus en plus nombreux, aux exigences très diverses, entre gamers et casuals, entre un usage domestique et nomade.
Depuis la fin des années 1989, le marché des consoles de jeu est le théâtre d'une guerre économique que se livrent actuellement les trois grands constructeurs : Nintendo, Sony et Microsoft.

## Historique

### Consoles de la1regénération
La première console de jeux vidéo répertoriée est l'Odyssey de Magnavox, apparue sur le marché en 1972. Créée par Ralph Baer, elle permet de jouer à plusieurs jeux grâce à un système de calques à apposer sur l'écran du téléviseur. C'est le début de la première génération de consoles qui commence avec Pong pour se terminer huit ans plus tard.

### Consoles de la2egénérationetKrach du jeu vidéo
La deuxième génération commence avec la Fairchild Channel F en 1976. Le joueur achète dorénavant les jeux qui l’intéressent.
Une console ayant un grand succès (dès 1981 en France) est l'Atari 2600.
Le krach du jeu vidéo de 1983 survient à cause de plusieurs facteurs, notamment la prolifération de jeux de basse qualité, ainsi que la concurrence des ordinateurs personnels.

### Consoles de la3egénération
La troisième génération arrive avec le succès de la NES avec des jeux comme Super Mario Bros., The Legend of Zelda et Castlevania. La PC-Engine et la Master System arrivent sur le marché mais le succès de la PC-Engine se cantonne au Japon, celui de la Master System en Europe et au Brésil.

### Consoles de la4egénérationet début de la guerre économique
À la fin des années 1980, les microprocesseurs 16-bits et 16/32 bits équipent désormais la nouvelle génération de consoles vidéo, les prix fluctuent et une réelle concurrence voit le jour. Désormais, Sega et Nintendo se livrent une guerre économique ; la Mega Drive et la Super Nintendo se taillent la part du lion sur le secteur de la console de salon et le conflit s'étend jusque dans la catégorie des consoles portables où Nintendo et Sega proposent respectivement le Game Boy et la Game Gear. Leurs mascottes officielles sont directement concurrentes, Mario le plombier, et Sonic le hérisson bleu. C'est aussi l'époque au cours de laquelle les consommateurs européens font importer eux-mêmes leurs jeux des États-Unis, à cause des coûts de traduction trop élevés ne permettant pas de régionalisation officielle pour l'Europe.
À noter, une console plus méconnue du grand public, mais très appréciée par les connaisseurs : la Neo-Geo AES de SNK, surnommée la Rolls des consoles dans le milieu des gamers. Machine la plus puissante de cette génération, elle avait la réputation d'être la console des jeux de combat par excellence, et d'offrir à ses possesseurs la qualité des jeux d'arcade de l'époque dans son salon.

### Consoles de la5egénération
La cinquième génération est celle des 32 bits et 64 bits. Le marché est dominé par trois consoles, la PlayStation de Sony, la Nintendo 64, et puis la Sega Saturn. C'est la PlayStation qui a le plus de succès. La plupart des jeux passent à la 3D ce qui n'est pas apprécié par tous les joueurs qui critiquent le manque de gameplay. Ils se définissent eux-mêmes comme des « old-school gamers ». Les CD-ROM se généralisent à l'exception de Nintendo qui garde la cartouche sur Nintendo 64. L'émulation et la vibration font leur apparition. Sega perd la bataille ainsi que des parts de marché, et amorce son déclin.

### Consoles de la6egénération
La sixième génération est celle des 128 bits même si les consoles sont de moins en moins définies par le nombre de bits lus par leur processeur. Les principales plates-formes sont la PlayStation 2, la Xbox, la GameCube et la Dreamcast (dont la production s'arrêta rapidement, Sega décidant de ne plus faire de console à la suite de ce nouvel échec après celui de la Saturn). La PlayStation 2 bat tous les records de vente, elle ne met que cinq ans et neuf mois à être distribuée à 100 millions d'unités. C'est l'époque des polémiques publiques sur le contenu de certains jeux.

### Consoles de la7egénération
La sortie de la Xbox 360 en 2005 annonce la septième génération, suivie de la PlayStation 3 et de la Wii à partir de 2006.
Dans le monde des consoles portables, la domination de Nintendo (depuis la Game Boy en 1989 aux DS et DS Lite en 2006) est contestée par Sony, qui commercialise sa PlayStation Portable (PSP). La Nintendo DS introduit de nouveaux concepts de jeux grâce à son écran tactile, alors que PlayStation Portable vise à offrir les qualités techniques d'un jeu de salon sur une console portable. Les succès sont apparus pour la première fois avec la Xbox 360, suivi des trophées de la PlayStation 3.

### Consoles de la8egénération
La Nintendo 3DS sortie en février 2011 (Japon) a lancé la huitième génération de console, suivie par la PlayStation Vita sortie en décembre 2011 (Japon). Du côté des consoles de salon, la Wii U est sortie le 30 novembre 2012 en Europe. La Xbox One est sortie le 22 novembre 2013 en Europe et aux États-Unis. La PlayStation 4 est sortie le 15 novembre 2013 aux États-Unis et le 29 novembre en Europe. La Nintendo Switch a pris le relais de la Wii U le 3 mars 2017.

### Consoles de la9egénération
La PlayStation 5 et les Xbox Series sont sorties en novembre 2020. La Nintendo Switch 2 est sortie le 5 juin 2025.

## Chronologie et durée de commercialisation des consoles de jeu

### Tableau

#### France
| Nom                                 | Date de sortie       | Arrêt de fabrication | Fabricant              |
| ----------------------------------- | -------------------- | -------------------- | ---------------------- |
| Atari 2600                          | 1er septembre 1981   | 1er janvier 1992     | Atari                  |
| Microvision                         | 1980                 | Fin 1983             | Milton Bradley Company |
| Master System                       | Septembre 1987       | 1996                 | Sega                   |
| Nintendo Entertainment System       | Fin octobre 1987     | 2003                 | Nintendo               |
| Mega Drive                          | Mi-septembre 1990    | 1998                 | Sega                   |
| GX-4000                             | 1990                 | 1991                 | Amstrad                |
| Game Boy                            | 28 septembre 1990    | 1998                 | Nintendo               |
| Atari 7800                          | 1991                 | 1992                 | Atari                  |
| Game Gear                           | Juin 1991            | 1997                 | Sega                   |
| Super Nintendo                      | 11 avril 1992        | 25 novembre 2000     | Nintendo               |
| Mega-CD pour Mega Drive             | 1er septembre 1993   | 1996                 | Sega                   |
| Jaguar                              | Début septembre 1994 | 1996                 | Atari                  |
| 32X pour Mega Drive                 | Janvier 1995         | 1998                 | Sega                   |
| Saturn                              | Juillet 1995         | Novembre 1998        | Sega                   |
| Jaguar CD pour Jaguar               | Septembre 1995       | 1996                 | Atari                  |
| PlayStation                         | 29 septembre 1995    | 23 mars 2006         | Sony                   |
| Game Boy Pocket                     | Fin 1996             | 1999                 | Nintendo               |
| Nintendo 64                         | 1er septembre 1997   | 21 mai 2003          | Nintendo               |
| Game Boy Color                      | 23 novembre 1998     | 2003                 | Nintendo               |
| Dreamcast                           | 14 octobre 1999      | 23 juin 2003         | Sega                   |
| PlayStation 2                       | 24 novembre 2000     | 7 janvier 2013       | Sony                   |
| Game Boy Advance                    | 22 juin 2001         | 2005                 | Nintendo               |
| Xbox                                | 14 mars 2002         | 11 mars 2007         | Microsoft              |
| GameCube                            | 3 mai 2002           | 30 novembre 2007     | Nintendo               |
| Game Boy Advance SP                 | 28 mars 2003         | 2006                 | Nintendo               |
| Nintendo DS                         | 11 mars 2005         | 2009                 | Nintendo               |
| PlayStation Portable                | 1er septembre 2005   | avril 2011           | Sony                   |
| Game Boy Micro                      | 4 novembre 2005      | 2007                 | Nintendo               |
| Xbox 360                            | 2 décembre 2005      | 20 avril 2016        | Microsoft              |
| Nintendo DS Lite                    | 11 juin 2006         | 2011                 | Nintendo               |
| PlayStation 3                       | 22 mars 2007         | Mars 2017            | Sony                   |
| Wii                                 | 7 décembre 2006      | 20 octobre 2013      | Nintendo               |
| Nintendo DSi                        | 3 avril 2009         | 2012                 | Nintendo               |
| PlayStation Portable Go             | 1er octobre 2009     | 20 avril 2011        | Sony                   |
| Nintendo DSi XL                     | 5 mars 2010          | 2013                 | Nintendo               |
| PlayStation Move pour PlayStation 3 | 15 septembre 2010    |                      | Sony                   |
| Kinect pour Xbox 360                | 10 novembre 2010     | 20 avril 2016        | Microsoft              |
| Nintendo 3DS                        | 25 mars 2011         | 17 septembre 2020    | Nintendo               |
| PlayStation Vita                    | 22 février 2012      |                      | Sony                   |
| Nintendo 3DS XL                     | 28 juillet 2012      | 17 septembre 2020    | Nintendo               |
| Wii U                               | 30 novembre 2012     | 31 janvier 2017      | Nintendo               |
| Xbox One                            | 22 novembre 2013     | Fin 2020             | Microsoft              |
| PlayStation 4                       | 29 novembre 2013     |                      | Sony                   |
| Nintendo Switch                     | 3 mars 2017          |                      | Nintendo               |
| Xbox One X                          | 7 novembre 2017      | Juillet 2020         | Microsoft              |
| PlayStation 5                       | 19 novembre 2020     |                      | Sony                   |
| Xbox Series                         | 10 novembre 2020     |                      | Microsoft              |

#### USA
| Nom                                               | Date de sortie    | Arrêt de fabrication | Fabricant           |
| ------------------------------------------------- | ----------------- | -------------------- | ------------------- |
| Color TV-Game 6                                   | Juin 1977         |                      | Nintendo/Mitsubishi |
| SG-1000                                           | 15 juillet 1983   | 1986                 | Sega                |
| Famicom                                           | 15 juillet 1983   | 25 septembre 2003    | Nintendo            |
| Atari 2600                                        | 14 octobre 1977   | 1er janvier 1992     | Atari               |
| SG-1000 II                                        | Juillet 1984      | 1986                 | Sega                |
| SG-1000 Mark III                                  | Octobre 1985      |                      | Sega                |
| Atari 7800                                        | 23 juin 1986      | 1992                 | Atari               |
| PC-Engine                                         | 30 octobre 1987   | 1994                 | NEC                 |
| Mega Drive                                        | 29 octobre 1988   | 1998                 | Sega                |
| Game Boy                                          | 21 avril 1989     | 1998                 | Nintendo            |
| SuperGrafX                                        | 8 décembre 1989   |                      | NEC                 |
| Lynx                                              | 1990              | 1995                 | Atari               |
| GameGear                                          | 6 octobre 1990    | 1997                 | Sega                |
| Super Famicom (nom japonais de la Super Nintendo) | 21 novembre 1990  | Septembre 2003       | Nintendo            |
| PC-Engine GT                                      | 1991              |                      | NEC                 |
| Mega-CD pour Mega Drive                           | 12 décembre 1991  | 1996                 | Sega                |
| Jaguar                                            | 21 novembre 1994  | 1996                 | Atari               |
| Jaguar CD pour Jaguar                             |                   |                      | Atari               |
| 32X pour Mega Drive                               | Novembre 1994     |                      | Sega                |
| Saturn                                            | 22 novembre 1994  | Fin 2000             | Sega                |
| PlayStation                                       | 3 décembre 1994   | 23 mars 2006         | Sony                |
| PC-FX                                             | 23 décembre 1994  |                      | NEC                 |
| Virtual Boy                                       | 21 juillet 1995   | avril 1996           | Nintendo            |
| Satellaview pour Super Famicom                    | 21 juillet 1995   | 30 juin 2000         | Nintendo            |
| Nintendo 64                                       | 23 juin 1996      | 30 avril 2002        | Nintendo            |
| Game Boy Pocket                                   | 21 juillet 1996   |                      | Nintendo            |
| Game Boy Light                                    | 14 avril 1998     |                      | Nintendo            |
| Game Boy Color                                    | 21 octobre 1998   | 2003                 | Nintendo            |
| Neo-Geo Pocket                                    | 28 octobre 1998   | Juillet 2001         | SNK                 |
| Dreamcast                                         | 27 novembre 1998  | 24 février 2004      | Sega                |
| Neo-Geo Pocket Color                              | 1998              |                      | SNK                 |
| WonderSwan                                        | 4 mars 1999       | Juillet 2001         | Bandai              |
| PlayStation 2                                     | 4 mars 2000       | 28 décembre 2012     | Sony                |
| WonderSwan Color                                  | 30 décembre 2000  | Juin 2003            | Bandai              |
| Game Boy Advance                                  | 21 mars 2001      | 2005                 | Nintendo            |
| GameCube                                          | 14 septembre 2001 | 30 novembre 2007     | Nintendo            |
| Xbox                                              | 22 février 2002   | 4 juin 2006          | Microsoft           |
| SwanCrystal                                       | 16 novembre 2002  | Avril 2004           | Bandai              |
| Game Boy Advance SP                               | 14 février 2003   | 2006                 | Nintendo            |
| Nintendo DS                                       | 2 décembre 2004   | Avril 2013           | Nintendo            |
| PlayStation Portable                              | 12 décembre 2004  | avril 2011           | Sony                |
| Game Boy Micro                                    | 13 septembre 2005 |                      | Nintendo            |
| Xbox 360                                          | 10 décembre 2005  | 20 avril 2016        | Microsoft           |
| Nintendo DS Lite                                  | 2 mars 2006       | 2011                 | Nintendo            |
| PlayStation 3                                     | 11 novembre 2006  | Mars 2017            | Sony                |
| Wii                                               | 2 décembre 2006   | 20 octobre 2013      | Nintendo            |
| Nintendo DSi                                      | 1er novembre 2008 | 2012                 | Nintendo            |
| PlayStation Portable Go                           | 1er novembre 2009 | 20 avril 2011        | Sony                |
| Nintendo DSi XL                                   | 28 mars 2010      | 2013                 | Nintendo            |
| PlayStation Move pour PlayStation 3               | 21 septembre 2010 |                      | Sony                |
| Kinect pour Xbox 360                              | 20 novembre 2010  | 20 avril 2016        | Microsoft           |
| Nintendo 3DS                                      | 26 février 2011   | 17 septembre 2020    | Nintendo            |
| PlayStation Vita                                  | 17 décembre 2011  |                      | Sony                |
| Nintendo 3DS XL                                   | 19 août 2012      | 17 septembre 2020    | Nintendo            |
| Wii U                                             | 8 décembre 2012   | 31 janvier 2017      | Nintendo            |
| Xbox One                                          | 4 septembre 2014  | Fin 2020             | Microsoft           |
| PlayStation 4                                     | 22 février 2014   |                      | Sony                |
| Nintendo Switch                                   | Mars 2017         |                      | Nintendo            |
| PlayStation 5                                     | 12 novembre 2020  |                      | Sony                |
| Xbox Series                                       | 10 novembre 2020  |                      | Microsoft           |

## Prix de lancement
Le prix des consoles de jeu n'a pas augmenté significativement avec le temps.
Une comparaison du prix des consoles à leur lancement entre 1991 et 2000, prenant en compte l'érosion monétaire due à l'inflation, montre que celui-ci reste dans une fourchette stable.
Une autre comparaison, ajustée pour l'inflation entre 1977 et 2012, montre que le prix en dollars américains de 2012 des consoles à leur lancement reste généralement sous la barre des 600 $ et ne dépasse les 800 $ qu'à de rares exceptions (Intellivision en 1979, Neo-Geo AES en 1990 et 3DO en 1993).

## Projets avortés

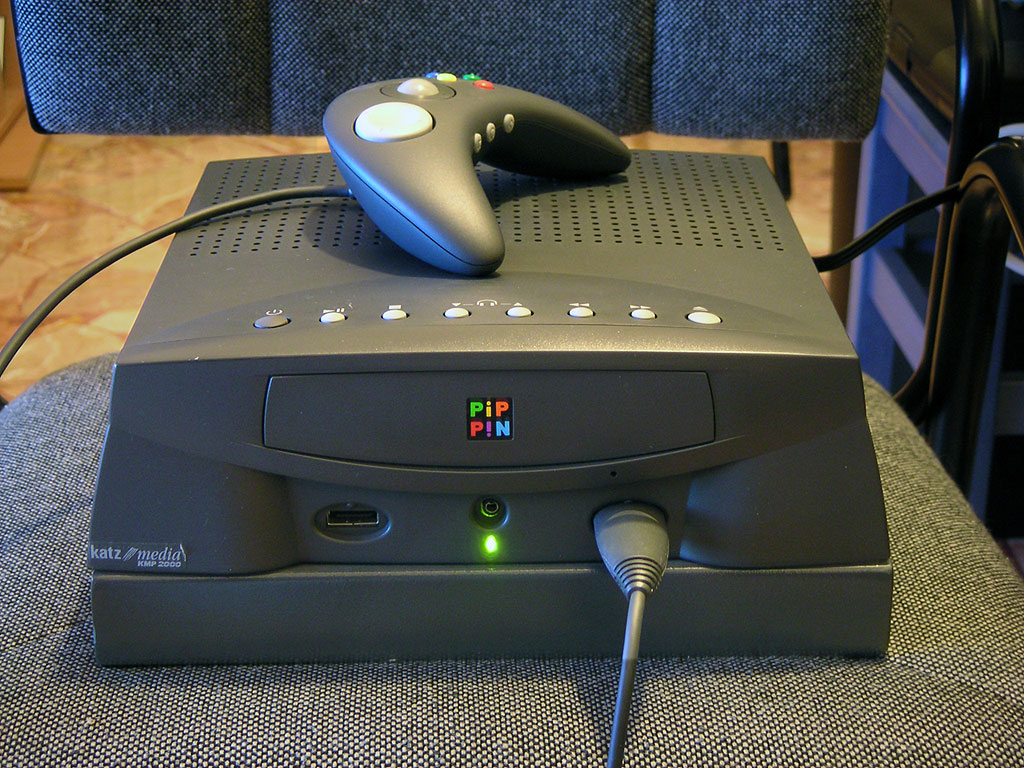
La Pipp!n

- En 1996, Apple sortit la console Pipp!n. En avance sur son temps, elle pouvait être fabriquée par différents constructeurs, tout comme la 3DO, mais utilisait différents éléments d'un ordinateur : CD-ROM, ports permettant de brancher indifféremment joysticks, claviers, système d'exploitation Mac OS allégé, et le processeur PowerPC 603 cadencé à 66 MHz. Elle acceptait les logiciels écrits en Java, mais il ne s'en vendit que quelques dizaines de milliers d'exemplaires.
- Les projets de consoles Konix Multisystem et VR de SEGA n'ont jamais abouti.
- Phantom de Infinium Labs : basée sur une architecture PC, elle devrait proposer principalement des jeux online. Ce projet est considéré comme un vaporware.